# Fläckebo naturreservat
Fläckebo är ett naturreservat beläget norr om orten Fläckebo i Sala kommun i Västmanlands län.
Området är naturskyddat sedan 1993 och är 78 hektar stort. Reservatet består av två delområden som båda ligger strax söder om Svartån som avvattnar Fläcksjön. Reservatet består av björkskog som står i en våtmark som svämmar över regelbundet.